# Curva de Stribeck
La curva de Stribeck es un concepto fundamental en el campo de la tribología. Muestra que la fricción en los contactos lubricados por fluido es una función no lineal de la carga de contacto, de la viscosidad del lubricante y de la velocidad de arrastre del lubricante. El descubrimiento y la investigación subyacente generalmente se atribuyen al ingeniero mecánico alemán Richard Stribeck en 1902 y a Mayo D. Hersey, (1914) quienes estudiaron la fricción en cojinetes lisos para su aplicación en los vagones de ferrocarril durante la primera mitad del siglo XX; sin embargo, otros investigadores podrán haber llegado antes a conclusiones similares.

Curva esquemática de Stribeck (número de Hersey en el eje horizontal, coeficiente de fricción en el vertical)
- 1. Lubricación límite
2. Lubricación mixta
3. Lubricación hidrodinámica